# Giovanni Savarese
Pour les articles homonymes, voir Savarese.
Giovanni Savarese Rubinaccio, plus couramment appelé Giovanni Savarese, né le 14 juillet 1971 à Caracas, est un footballeur international vénézuélien, devenu entraîneur.

## Biographie

### Parcours en sélection
Giovanni Savarese est convoqué pour la première fois en sélection le 26 mars 1989 lors d'un match amical contre le Paraguay (défaite 2-1).
Il joue 18 matchs comptant pour les tours préliminaires de la Coupe du monde, lors des éditions 1998 et 2002.
Au total, il compte 24 sélections et 4 buts en équipe du Venezuela entre 1989 et 2001.

### Parcours d'entraîneur
Il prend les rênes du Cosmos de New York en novembre 2012.
Le 18 décembre 2017, Savarese est annoncé comme entraîneur principal des Timbers de Portland, le troisième entraîneur principal dans leur histoire en MLS.
Sous sa direction, le club se qualifie pour quatre des cinq campagnes en séries, atteignant deux fois les finales de la Coupe MLS, en 2018 et 2021, sans jamais s'imposer.
Le 21 août 2023, après une défaite 5-0 contre le Dynamo de Houston, Savarese est licencié par Portland, douzième de sa conférence et à cinq points des séries.